# Giro dell'Emilia 1972
Il Giro dell'Emilia 1972, cinquantacinquesima edizione della corsa, si svolse il 4 ottobre 1972 su un percorso di 215 km. La vittoria fu appannaggio del belga Eddy Merckx, che completò il percorso in 5h15'44", precedendo lo spagnolo Santiago Lazcano e l'italiano Felice Gimondi.

## Ordine d'arrivo (Top 10)
| Pos. | Corridore         | Squadra    | Tempo    |
| ---- | ----------------- | ---------- | -------- |
| 1    | Eddy Merckx       | Molteni    | 5h15'44" |
| 2    | Santiago Lazcano  | KAS-Kaskol | s.t.     |
| 3    | Felice Gimondi    | Salvarani  | a 1'06"  |
| 4    | Franco Bitossi    | Filotex    | s.t.     |
| 5    | Miguel María Lasa | KAS-Kaskol | s.t.     |
| 6    | Wladimiro Panizza | Zonca      | s.t.     |
| 7    | Antoon Houbrechts | Salvarani  | s.t.     |
| 8    | Ole Ritter        | Dreher     | s.t.     |
| 9    | Gösta Pettersson  | Ferretti   | s.t.     |
| 10   | Marcello Bergamo  | Filotex    | s.t.     |